# هملزن
هملزن (به آلمانی: Hemmelzen) یک شهر در آلمان است که در راینلاند-فالتس واقع شده‌است.

## خصوصیات
هملزن ۲۱۸ نفر جمعیت دارد.